# ماتاديبيرا
بلدية ماتاديبيرا (بالكاتالانية: Matadepera) هي إحدى بلديات مقاطعة برشلونة، والتي تقع في منطقة كاتالونيا، شرق إسبانيا.
يبلغ عدد سكانها 8.266 نسمة وفقاً لإحصائية سنة (2007).

## أعلام
- سيرجي إنريكي
- ريكي بويج
- أريادنا سابرول
- جوليا بونس